# Tomislavovac
Tomislavovac is een plaats in de gemeente Ston in de Kroatische provincie Dubrovnik-Neretva. De plaats telt 112 inwoners (2001).